# Rambla de Peñaflor
Rambla de Peñaflor är ett periodiskt vattendrag i Spanien.   Det ligger i provinsen Provincia de Teruel och regionen Aragonien, i den östra delen av landet, 250 km öster om huvudstaden Madrid.